# Criollos de Luisiana

Bandera de los criollos de Luisiana.

Los criollos de Luisiana (en inglés: Louisiana Creole people; en francés: Créoles de Louisiane) son aquellos habitantes de Estados Unidos descendientes de los pobladores de la Luisiana colonial, tanto en su período de control francés (1682-1763, 1803-04) como español (1763-1803).
El término créole se empleaba originalmente por los pobladores franceses para distinguir aquellos nacidos en Luisiana de los que nacieron en la Francia metropolitana o cualquier otro lugar. Como en muchas otras sociedades coloniales alrededor del mundo, el término criollo era, en esencia, utilizado para referirse a aquellos considerados "nativos", principalmente europeos franceses o españoles nacidos en las colonias. Asimismo, el término criollo fue empezándose a aplicarse a afrodescendientes y nativos americanos (amerindios) nacidos en el territorio de Luisiana[1][2][3]. La palabra no es una etiqueta racial o étnica, por lo que personas de pura ascendencia europea, africana o con cualquier grado de mestizaje entre ellos (incluido el mestizaje con indígenas) pueden identificarse como criollos. Los criollos de Luisiana sin embargo comparten entre sí lazos culturales como el empleo tradicional del idioma francés y de la lengua criolla de Luisiana, así como el predominio de la práctica del culto católico.
Comenzando primero con los hijos de franceses nacidos en la colonia de Luisiana, y posteriormente con los descendientes de esclavos africanos nacidos allá, el término criollo empezó a utilizarse para diferenciar a los viejos colonos de Luisiana de los inmigrantes europeos y los esclavos importados de otras zonas del país. La palabra criollo tiene su origen en Hispanoamérica con el significado de "nativo" o "autóctono". De nuevo, el término no es un identificativo racial o étnico, por tanto cualquier individuo de cualquier raza o etnia puede identificarse como un créole. Es un error habitual que la créolité —la "criollidad" o cualidad de ser criollo— implica necesariamente orígenes raciales mixtos, a pesar de que muchos créoles son efectivamente producto del mestizaje.
La palabra créole (criollo) comenzó a utilizarse de modo informal en la primera década del siglo XVIII en La Luisiana. Ya a comienzos del siglo XIX el término empezó a tomar un mayor sentido de identidad y político para diferenciar a los pobladores de cultura latina de los recién llegados de las zonas más septentrionales del Sur y del Norte. A principios del siglo XIX, en medio de la Revolución Haitiana (guerra entre rebeldes esclavos y colonos franceses), miles de refugiados, tanto blancos como mulatos procedentes de Saint-Domingue (actual Haití) llegaron a Nueva Orleáns, trayendo a menudo consigo a sus esclavos africanos y doblando así la población de la ciudad. A medida que más refugiados fueron admitidos en Luisiana, emigrados haitianos que habían ido en primera instancia a Cuba empezaron a llegar también. Todos estos grupos ejercieron una fuerte influencia en la ciudad y su cultura. La mitad de estos emigrados (émigrés) haitianos se asentaron en Luisiana, sobre todo alrededor de Nueva Orleáns y su área de influencia. Posteriormente y con el paso de los años, inmigrantes irlandeses, alemanes o italianos contrajeron matrimonio con los créoles. Sin embargo, había también una buena parte de criollos alemanes de pura ascendencia alemana centrada en las parroquias (parishes) de St. Charles y St. John the Baptist, siendo por esta razón que se conoce a esta zona como Côte des Allemands (“Costa de los Alemanes”). Con el tiempo, muchos de esos grupos también fueron asimilados total o parcialmente en la cultura criolla de influencia francesa, adoptando a menudo el uso del francés y otras costumbres.
Aun cuando a los cajunes o acadianos se les considera como una identidad distinta a la de los créoles, existen muchas referencias históricas en las que apellidos acadianos se autodenominaban o se denominaban por otros grupos como creóles, y fuentes procedentes desde mediados del siglo XIX consideran a los cajunes como una “subcategoría” dentro de los créoles de Luisiana, más que un grupo totalmente separado. Por tanto, los estadounidenses de origen cajún, nacidos en Luisiana y que conservan una cultura de base latina, son considerados también créoles de acuerdo con su definición más estricta. No obstante, esta acepción original no está ampliamente aceptada hoy y es común que los actuales cajunes rechacen ser parte de la cultura créole, aunque del mismo modo hay individuos que aceptan identificarse con ambos grupos.
Los criollos de origen francés, incluyendo a los descendientes francocanadienses procedentes de Acadia, han conformado históricamente la mayor parte de los criollos blancos de Luisiana. Los criollos de Luisiana son en su mayor parte católicos. A lo largo del siglo XIX, muchos criollos hablaban francés y mantenían fuertes lazos con la cultura colonial francesa[4]. Por otro lado, la importante comunidad criolla española de St. Bernard Parish y Galveston hablaba español, así como los “malagueños” de Nueva Iberia. Tanto los “malagueños” como los “isleños” eran criollos blancos de herencia criolla hispana. Sin embargo, desde mediados del siglo XX, el número de criollos hispanohablantes redujo su número a favor de los angloparlantes, y poca gente, en su mayoría de edad muy avanzada, habla todavía español. Los criollos españoles han mantenido hasta el día de hoy tradiciones y cultura originarias de las Canarias, lugar desde cuyos ancestros emigraron[5]. A pesar de todo, y al igual que los españoles, otros grupos de criollos que aún hablan sus lenguas originales (francés, alemán, etc.) han visto reducido su número a favor del inglés. Las diferentes variedades de los criollos de Luisiana han dado forma a la cultura del Estado, particularmente en las áreas sureñas de Nueva Orleáns y en los distritos donde las plantaciones fueron importantes. Luisiana es por tanto conocida como el "Estado Criollo"[4].
Mientras que la sofisticada sociedad criolla de Nueva Orleáns, la cual se centraba principalmente en criollos blancos, como los franceses, ha centrado históricamente la atención en el área del río Cane al noroeste de Luisiana, poblada en su mayor parte por criollos “de color”, también desarrolló su propia e importante cultura criolla. Otros enclaves de cultura criolla pueden encontrarse en el sur del Estado, tales como Frilot Cove, Bois Mallet, Grand Marais, Palmetto, Lawtell, Soileau, entre otros. Estas comunidades han tenido un largo historial de independencia cultural. Nueva Orleáns por su parte también ha tenido una población histórica de criollos “de color”. Otra zona donde pueden encontrarse criollos es dentro de las parroquias de River, St. Charles, St. John o St. James ya que muchos criollos blancos de origen francés o alemán se asentaron en dichos lugares. Muchos criollos blancos viven en la región de la gran Nueva Orleans, un área cultural de siete parroquias en las que se incluyen las de Orleans, St. Bernard, Jefferson, Plaquemines, St. Charles, St. Tammany y St. John the Baptist. Además, las parroquias de Avoyelles y Evangeline en Acadania son el hogar de una numerosa población criolla blanca de origen francés, conocidos como criollos franceses.

## Historia

### Primer período francés

Mapa de Norteamérica en 1750, antes de la Guerras indias (parte del conflicto internacional de la Guerra de los Siete Años (1756 a 1763). Obsérvense las posesiones de Gran Bretaña (rosa), Francia (azul), y España (naranja).

A través de las administraciones francesa y española (finales del siglo XVIII), los gobiernos y parroquias coloniales utilizaron el término criollo para los nacidos en el Nuevo Mundo de origen étnico francés y español. La modalidad parisina del francés era la lengua predominante entre los colonizadores en los primeros años desde la fundación de Nueva Orleáns.
Posteriormente el francés de la zona evolucionó hasta incluir frases y jerga local. Los criollos franceses hablablan lo que más tarde se conoce como francés colonial. Debido al aislamiento, la lengua de la colonia se desarrolló de manera distinta de la de Francia. Esta variedad se hablaba por franceses y españoles y sus descendientes criollos.
La definición generalmente aceptada del criollo de Luisiana en la actualidad es la de alguien que desciende de los primeros pobladores anteriores a la compra de la Luisiana por parte de Estados Unidos en 1803[1]. Se estima que unos 7000 inmigrantes europeos se establecieron en Luisiana durante el siglo XVIII, el equivalente al 1 % del número total de colonos británicos en las Trece Colonias de la costa atlántica estadounidense. Luisiana atrajo considerablemente a menos colonos franceses de lo que hicieron sus colonias de las Indias Occidentales. Tras la travesía del Atlántico, la cual duraba más de dos meses, los colonos tenían que afrontar varios desafíos en la frontera de Luisiana. Sus condiciones de vida eran duras: desarraigados, tenían que enfrentarse a un entorno nuevo, a menudo hostil, con un clima difícil y a las enfermedades tropicales. Muchos de estos inmigrantes morían durante la travesía marítima o al poco de llegar.
Los huracanes, desconocidos en Francia, azotaban periódicamente la costa, destruyendo poblaciones enteras. El delta del Misisipi estaba plagado de epidemias de fiebre amarilla. Además, los europeos eran portadores de enfermedades conocidas en el Viejo Mundo como la malaria y el cólera, las cuales encontraron un caldo de cultivo con los numerosos mosquitos y las pobres condiciones higiénicas. Todas estos condicionantes enlentecieron la colonización. Es más, las poblaciones y fuertes franceses no siempre eran suficientes para proteger a la gente de las ofensivas enemigas. Los ataques de los indígenas representaban una amenaza real a los grupos de colonos aislados. El pueblo natchez mató a 250 colonos en la Baja Luisiana como represalia por la invasión de los europeos de sus tierras. Los guerreros natchez tomaron Fort Rosalie (actual Natchez, en Misisipi) por sorpresa, matando a numerosos individuos. Durante los siguientes dos años, los franceses contraatacaron a los natchez, causando que estos huyeran o, de ser capturados, ser deportados como esclavos a las colonias del Caribe en Saint-Domigue (Haití).

#### "Las Barrileras" (filles à la cassette)
Aparte de los representantes gubernamentales y los soldados, entre los colonos se incluían en su mayor parte hombres jóvenes reclutados en puertos franceses o en París. Algunos sirvieron como siervos sin contrato para costearse el pasaje de a bordo. Durante este tiempo, eran conocidos como “semiesclavos temporales”. Para aumentar la población colonial, el gobierno reclutaba a jóvenes francesas, conocidas como filles à la cassette (“barrileras”, en alusión a una especie de barril que llevaban para guardar sus pertenencias) para casarse con los soldados. El rey financiaba dotes para cada una de ellas. Esta práctica era similar a hechos ocurridos en el Quebec del siglo XVII: unas 800 filles du roi (“hijas del rey”) eran reclutadas para emigrar a Nueva Francia bajo patrocinio monetario de Luis XIV.
Además, las autoridades francesas deportaron a algunas delincuentes a la colonia. Por ejemplo, en 1721, el barco La Baleine trajo cerca de 90 mujeres en edad fértil desde la prisión de La Salpêtrière desde París a Luisiana. La mayoría de las mujeres rápidamente encontraron esposo entre los residentes varones de la colonia. Estas mujeres, de las cuales muchas de ellas probablemente eran prostitutas o ladronzuelas, eran conocidas como las Novias de la Baleine.[6] Tales acontecimientos inspiraron Manon Lescaut (1731), una novela escrita por el Abate Prévost, la cual fue posteriormente adaptada a una ópera en el siglo XIX.
El historiador Joan Martin sostiene que hay poca documentación acerca de que las "barrileras" (consideradas entre los antepasados de los criollos franceses) fuesen enviadas a Luisiana (la orden monacal ursulina, de la que se decía que acompañaban a las chicas hasta que se casaban, ha negado también el mito de las "barrileras"). Martin sugiere que este acontecimiento era más bien un mito. El sistema de plaçage que continuó hasta el siglo XIX resultó en que muchos blancos jóvenes tuvieron a mujeres de color como compañeras sentimentales y madres de sus hijos, a menudo antes o incluso después de sus matrimonios con mujeres blancas.[7] La Luisiana francesa también incluía a comunidades de pobladores suizos y alemanes; aun así, las autoridades reales no se referían a ellas como "luisianos" sino que las describía como parte la población como ciudadanos franceses.

### Período español
La colonia francesa fue cedida a España en secreto en el Tratado de Fontainebleau de 1762, ya en la última fase de la Guerra de los Siete Años, disputada en ambos continentes. Los españoles ocuparon la colonia completamente de forma lenta y con reservas, y no se materializó hasta 1769. Aquel año, los españoles abolieron la esclavitud de los indígenas. Además, las políticas liberales de manumisión contribuyeron al crecimiento de la población de los criollos “de color”, particularmente en Nueva Orleans. Casi toda la arquitectura del siglo XVIII que sobrevive en el Vieux Carré (barrio francés) de Nueva Orleáns data del período de dominio español, a excepción del Convento Ursulino. Estos edificios fueron diseñados por arquitectos franceses ya que no había arquitectos españoles en Luisiana. Los edificios del barrio francés son de estilo mediterráneo, inspirados en la arquitectura del sur de Francia.[8]
Los descendientes mestizos criollos, que se desenvolvieron como una tercera clase de criollos “de color” (gens de couleur libres), en especial en Nueva Orleáns, fueron fuertemente influidos por la cultura católica francesa. Para finales del siglo XVIII, muchos criollos mestizos habían sido educados y trabajaban como artesanos o hábiles comerciantes; asimismo, una parte relativamente importante de ellos también eran propietarios de esclavos. La lengua criolla de Luisiana se desarrolló en esencia a partir del francés y lenguas africanas, permitiendo a los esclavos de diferentes tribus y a los colonos comunicarse.

### Segundo período francés y Compra de Luisiana

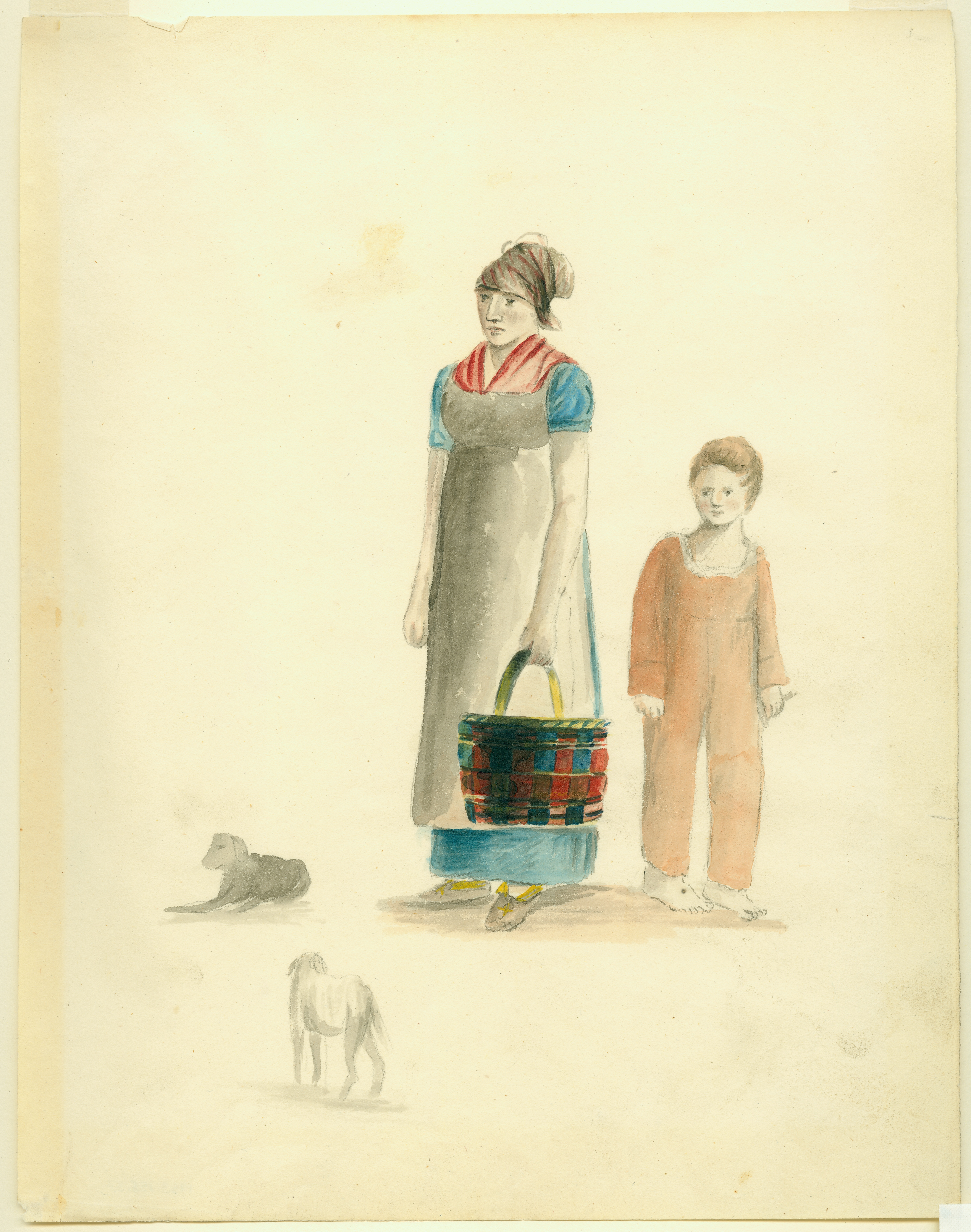
Pintura de una mujer y un niño criollos, por Anna Maria von Phul, 1818

España devolvió la Luisiana a Francia en 1800 mediante el Tercer Tratado de San Ildefonso. Napoleón vendió Luisiana (Nueva Francia) a los Estados Unidos en la Compra de Luisiana en 1803, tras la derrota de sus fuerzas en Sainte-Domingue, donde Napoleón había estado intentando recuperar el control de la colonia en la isla después de una rebelión de esclavos que duró años.
Miles de refugiados de aquella revolución, tanto blancos como los affranchis o gens de couleur libres, llegaron a Nueva Orleáns, a menudo junto a sus esclavos africanos. Estos grupos tuvieron una fuerte influencia sobre la ciudad, incrementando el número de francófonos, costumbres típicas africanas y criollos “de color”. La revolución haitiana terminó con los esclavos obteniendo la independencia en 1804, estableciendo la segunda república del Hemisferio Occidental y la primera liderada por negros. Mientras que el gobernador Claiborne y otros oficiales querían contener la llegada de más negros libres, los criollos franceses querían por su parte que aumentase la población francófona. A medida que más refugiados fueron admitidos en Luisiana, emigrados haitianos que habían intentado llegar a Cuba anteriormente fueron recibidos en la colonia. Muchos de los francófonos blancos habían sido deportados como oficiales en Cuba como represalia por los planes bonapartistas en España. Tras la Compra, muchos estadounidenses empezaron también a emigrar a Luisiana. Años más tarde, otros inmigrantes europeos, en su mayor parte irlandeses, alemanes e italianos se establecieron.
Durante el período anterior a la Guerra de Secesión estadounidense, los principales cultivos eran los del azúcar y el algodón, cultivados en grandes plantaciones a lo largo del río Misisipi en las afueras con mano de obra esclava. Las plantaciones se desarrollaron al estilo francés, con estrechos litorales para el acceso al río y largas parcelas que se extendían hacia el interior.
Cerca del 90 % de los inmigrantes de principios del siglo XIX se establecieron en Nueva Orleáns. La migración desde Cuba de 1809 trajo a 2731 blancos, 3102 negros libres y 3226 esclavos de origen africano, que en conjunto doblaron la población de la ciudad. Nueva Orleáns llegó a tener un 63 % de población negra, una proporción mayor que la de Charleston en Carolina del Sur, con un 53 %.[9]
El traspaso de la colonia francesa a los Estados Unidos y la llegada de estadounidenses de origen anglosajón desde Nueva Inglaterra y el Sur resultó en un conflicto cultural. A algunos estadounidenses al parecer les chocaba algunos aspectos de la cultura y la sociedad francófona, el catolicismo, las clases libres de mestizos y las fuertes tradiciones africanas de los esclavos. Tanto es así que presionaron al primer gobernador del Territorio de Luisiana, W.C.C. Claiborne, para que lo cambiase.
De forma particular en la sociedad esclavista del Sur de EE.UU., la esclavitud se había convertido en un sistema de castas racial. Desde finales del siglo XVII, los niños heredaban el estatus de sus madres desde el nacimiento, por tanto, todos los hijos nacidos de esclavos africanos, sin importar su raza o estatus social eran “nacidos en la esclavitud”. Esto produjo que hubiera muchos esclavos mestizos durante generaciones. Los blancos clasificaban a la sociedad en blancos y negros, siendo estos últimos asociados con los esclavos. Aunque había una creciente población de negros libres, sobre todo en el Sur más septentrional, en general no tenían los mismos derechos y libertades que los criollos de color de Luisiana durante los dominios francés o español, donde podían incluso ostentar cargos públicos y en algunos casos participaron en las milicias que lucharon en la Batalla de Baton Rouge de 1779.[11] Asimismo, 353 criollos de color fueron reclutados para las milicias en la batalla de Nueva Orleans de 1812[12]. Más tarde, algunos de los descendientes de estos veteranos de guerra “de color”, como Caesar Antoine, lucharon en la Guerra de Secesión.
Cuando Claiborne hizo del inglés la lengua oficial del territorio, provocó indignación entre los criollos franceses de Nueva Orleans, y según se dice llegaron a marchar en protesta por las calles. Rechazaban así la empresa estadounidense de transformarlos de la noche a la mañana. Además, la clase alta criolla francesa pensaba que muchos de los norteamericanos que llegaban eran ordinarios, sobre todo los rudos barqueros de Kentucky (Kaintucks) quienes visitaban a menudo la ciudad, habiendo hecho maniobras para llevar las barcazas río abajo en el Misisipi cargados con bienes de mercado.
Dándose cuenta de que necesitaba el apoyo de los locales, Claiborne reinstauró el francés como lengua oficial y se continuó su utilización en todas las formas de gobierno, foros públicos y en la Iglesia católica. Es más, el francés de Luisiana y el criollo de Luisiana continuaron como los idiomas de la mayoría de la población del estado, dejando al inglés y el español como lenguas minoritarias.

## Mestizaje étnico y raza

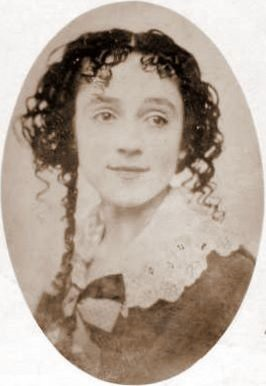
Adah Isaacs Menken, actriz, pintora y poeta criolla

Los colonizadores se referían a sí mismos y a los esclavos negros nativos como criollos para distinguirse de los recién llegados de Francia y España así como del continente africano.[1] Los indígenas de la zona, como el pueblo creek, se mezclaron con los criollos, contando así con tres razas presentes bajo el término "criollo".
Al igual que “cajún”, el término “criollo” es un nombre popular utilizado para describir a las culturas sureñas del área de Luisiana. “Criollo” puede ser definido a grandes rasgos como “nativo de la región”, pero su significado exacto varía según el área geográfica donde se emplea. En general, y a pesar de todo, los criollos sentían la necesidad de distinguirse del influjo de inmigrantes estadounidenses y europeos que arribaron a Luisiana tras la compra de 1803. Así, “criollo” se utiliza aún para describir a la herencia y costumbres de los diferentes pobladores de Luisiana durante los primeros años de colonización francesa. Además de los francocanadienses, la amalgama que es la cultura criolla en el sur de Luisiana incluye influencias de los chitimacha, houma y otras tribus nativas, esclavos del África occidental, isleños de habla hispana (canarios) y gens de couleur libres caribeños de habla francesa.[13]
Como grupo, los criollos mestizos rápidamente comenzaron a adquirir estudios, habilidades artesanales (sobre todo en Nueva Orleans), negocios y propiedades. Eran en su gran mayoría católicos, hablaban francés colonial (aunque algunos también hablaban francés criollo de Luisiana) y mantuvieron muchas costumbres sociales francesas, modificadas con partes de su ascendencia negra o indígena y la propia cultura de Luisiana. Los criollos de color a menudo se casaban entre sí para mantener su clase y cultura social. La población francófona mestiza llegó a ser conocida entonces como “criollos de color”. Se decía que “las gentes de color de Nueva Orleáns eran mucho más ricas, confiables y consolidadas que los criollos negros puros y los cajunes en cualquier otra parte de Luisiana".[3]

Bajo legisladores franceses y españoles, Luisiana se desarrolló como una sociedad de tres estamentos, similar a las de Haití, Cuba, Brasil, Santa Lucía, Martinica, Guadalupe y otras colonias de América Latina. Esta sociedad de tres estratos incluía a los criollos blancos, a un próspero grupo de mestizos con estudios de origen mixto europeo/africano/amerindio y a un tercer grupo, mucho más numeroso, de esclavos negros. El estatus de los mestizos era cuidadosamente salvaguardado. Por ley, los mestizos criollos disfrutaban de los mismos derechos y privilegios que los criollos blancos. Podían, y así lo hacían, desafiar a la Ley en los tribunales y ganaban casos contra los blancos. Poseían propiedades y crearon escuelas para sus hijos. En muchos casos sin embargo, estos diferentes estratos se veían como uno sólo, sobre todo por parte de otros grupos étnicos iberoamericanos y otros francófonos. La cuestión racial no tenía un papel central como sí lo hacía en la cultura angloamericana: a menudo, la raza no era motivo de preocupación, siendo lo importante la posición familiar y la riqueza los que eran factores clave para distinguirse en Nueva Orleans y más allá.[1] El activista por los derechos civiles de origen criollo Rodolphe Desdunes explicó la diferencia entre los criollos y los anglosajones, en lo referente a la creencia extendida en el racialismo por estos últimos, del siguiente modo: 
Los grupos (habitantes de Nueva Orleans de cultura latina y anglosajona) tenían “dos escuelas diferentes de política [y diferían] de forma radical…en aspiraciones y método. Uno tiene esperanza (latinos) y otro duda (anglosajones). Por tanto, a menudo percibimos que uno realiza cualquier esfuerzo para adquirir méritos mientras que el otro lo hace para obtener ventajas. Uno aspira a la igualdad, el otro a la identidad. Uno olvidará que es negro para pensar que es hombre, el otro olvidará que es hombre para pensar que es negro.[14]
 Tras la adquisición por parte de los EE.UU. de Luisiana, los mestizos criollos resistieron los intentos estadounidenses de imponer una cultura racial binaria. En el Sur de los EE.UU., la esclavitud se había convertido en una casta racial mediante la cual mucha gente de cualquier origen africano era considerada de un estatus inferior. La sociedad de los plantadores veía esto como una cultura binaria, con blancos y negros, incluyendo en estos últimos a cualquiera que no fuera blanco, aunque durante algunos años contaron a los mulatos aparte en los censos de población.[1]
Mientras que la Guerra Civil estadounidense prometía derechos y oportunidades para los esclavizados, los criollos de color, quienes habían sido libres mucho antes del conflicto, empezaron a preocuparse ante la posibilidad de perder su identidad y posición. Los estadounidenses no reconocían de forma legal una sociedad de tres estratos raciales; sin embargo, algunos criollos de color como Thomy Lafon o Victor Séjour entre otros, hicieron uso de su posición para apoyar la causa abolicionista.[15] Además, el criollo de color Francis E. Dumas, emancipó a todos sus esclavos y los organizó en una compañía dentro del Segundo Regimiento de los Guardias Nativos de Luisiana.[16]

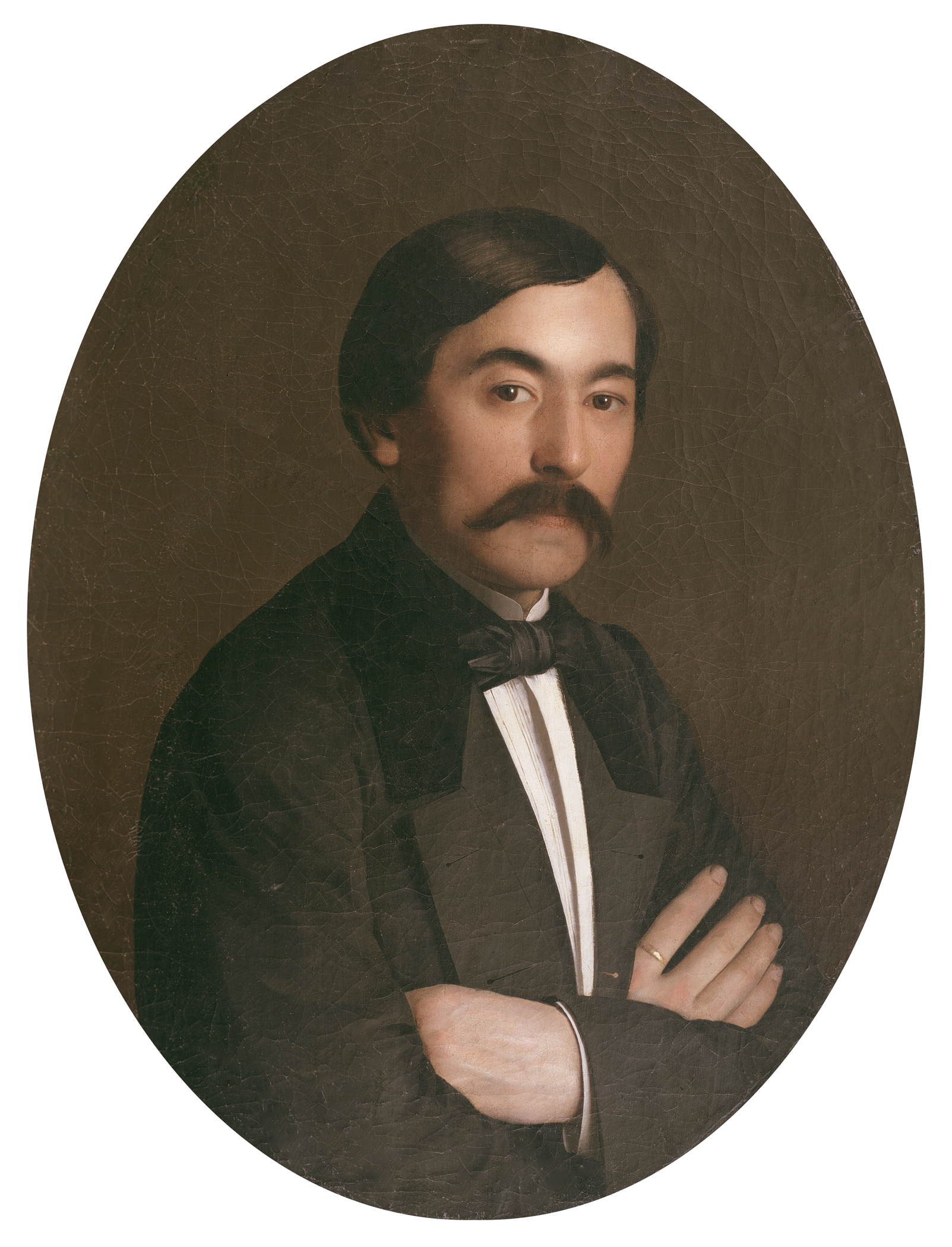
Pierre G. T. Beauregard, exgeneral confederado

Justo después de la victoria de la Unión en la Guerra Civil estadounidense, la sociedad a tres estratos de Luisiana fue gradualmente sustituida por más angloamericanos, quienes clasificaban a todo el mundo en el Sur con su división binaria de la sociedad entre negros y blancos. Durante la Era de la Reconstrucción, los demócratas blancos recobraron el poder en la legislación estatal de Luisiana usando grupos paramilitares como la Liga Blanca para suprimir el voto negro. Impusieron la supremacía blanca mediante las leyes de Jim Crow y una constitución redactada en los primeros años del siglo XX que negaba el voto a muchos negros y criollos de color a través de la aplicación discriminatoria de un registro de votantes y leyes electorales. Algunos criollos blancos, como el ex general confederado Pierre G.T. Beauregard, se posicionaron contra el racismo y se convirtieron en proponentes de los Derechos Civiles de los Negros y del Sufragio de los Negros, involucrándose ellos mismos en la creación del Movimiento por la Unificación de Luisiana que pedía iguales derechos para los negros, denunciaba la discriminación, así como la petición del cese de la segregación.[17][18]

El Tribunal Supremo de EE.UU. que dictaminó en el caso Plessy v. Ferguson en 1896 apoyaba la sociedad binaria y la política de instalaciones "separadas aunque iguales" del Sur segregacionista. Algunos criollos blancos, fuertemente influenciados por la sociedad blanca estadounidense, reclamaron de forma creciente que el término "criollo" se aplicara sólo a los blancos. Según Virginia R. Domínguez: 
Charles Gayarré...y Alcée Fortier... lideraban la honesta aunque desesperada defensa del criollo. Tan brillantes como eran sin duda estos hombres, fueron igualmente absorbidos en el intento de proceso de reclasificación para salvaguardar el estatus de los criollos blancos. Sus discursos en consecuencia se leían más como elegías llenas de compasión que como un análisis histórico.[19] 

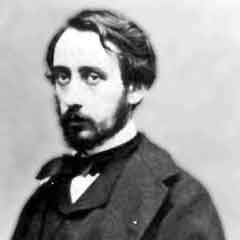
El pintor francés Edgar Degas (primo del ingeniero criollo Norbert Rillieux) visitó Nueva Orleáns y pintó ambientes típicos de la ciudad

Sybil Kein sugiere que, debido a la lucha de los criollos blancos por la redefinición, fueron particularmente hostiles con la exploración del escritor George Washington Cable sobre la sociedad multirracial en sus historias y novelas. Cree además que en la novela The Grandissimes, exponía la preocupación de los criollos blancos por ocultar sus lazos de sangre con los criollos de color. Comenta: 
Había una verdadera explosión en la defensa de la ascendencia criolla. El novelista costumbrista George Washington Cable colocaba a sus personajes en contiendas sobre la herencia, los enredaba en uniones sexuales con negros y mulatos, y hacía de ellos parecer particularmente a la defensiva sobre su ascendencia caucásica, en el momento en que más vehementemente respondían los criollos blancos, insistiendo en la pureza de la ascendencia blanca como requisito para la identificación como criollo.[19]
 En los años 30 del siglo XX, el gobernador populista Huey Long satirizaba dichas disputas, afirmando que “uno podía alimentar a todos los blancos puros de Nueva Orleáns con una taza de alubias y media de arroz y aun así sobrar comida”[20]. El esfuerzo de imponer la clasificación racial binaria de los angloamericanos sobre los criollos continuó a pesar de todo. En 1938, en Sunseri v. Cassagne, el Tribunal Supremo de Justicia de Luisiana promulgó que la trazabilidad de la ascendencia africana sería el único requisito para la definición de alguien como “de color”. Además, durante su etapa como funcionaria del registro de la Oficina de Estadísticas de Vida de la ciudad de Nueva Orleáns entre 1949 y 1965, Naomi Drake trató de imponer estas clasificaciones raciales binarias. De forma unilateral, cambió todos los registros de individuos mestizos para convertirlos en negros si encontraba que tenían algún ancestro negro o africano, realizando así una aplicación de reglas hipodescendentes y todo ello sin notificar a la población de sus actos.[21]
Entre las prácticas dirigidas por Drake se encontraba la de comprobar esquelas por parte de sus trabajadores, evaluando si dichas esquelas identificaban que identificaban a alguien como "blanco" proporcionaban indicios que ayudasen a identificar a alguien como "negro" en realidad, tales como tener parientes negros, servicios funerarios típicos de los afroamericanos o si el entierro era en un cementerio para negros, siendo esta última como la prueba que garantizaba que una persona era negra.[22]
No todo el mundo aceptaba las acciones de Drake, y la gente presentó miles de casos en contra de la administración para que cambiasen las clasificaciones raciales y protestaron en contra de la retención legal de documentos de estadísticas de vida que ella poseía. Todo esto causó tal vergüenza e molestia que finalmente la ciudad cesó a Drake en 1965.[23]

## Cultura

### Gastronomía
La cocina criolla de Luisiana es reconocida popularmente como un estilo único de cocina con orígenes en la Nueva Orleans de principios del siglo XVIII. Esta utiliza a nivel de ingredientes lo que se conoce como la "Santísima Trinidad": cebollas, apio y pimientos verdes. La cocina criolla se desarrolló en su mayor parte a partir de varias influencias europeas, africanas y amerindias a lo largo de la historia. Un estilo particular de cocina cajún, diferente de la cocina criolla, existe en Acadiana.
El Gumbo (gombô en francés criollo de Luisiana, gombo en francés) es un plato típico criollo de Nueva Orleans con influencias francesas, españolas, indígenas, africanas, alemanas, italianas y algunas caribeñas. Se trata de un guiso a base de roux (espesante de harina típico de la zona) a veces acompañado de una combinación de alguno de los siguientes ingredientes: marisco (normalmente langostinos, cangrejos de mar o río u ostras opcionalmente), salchicha, pollo (gallina o gallo), aligátor, tortuga, conejo, pato, venado o jabalí. El gumbo se adereza habitualmente con filé, el cual se deja secar con hojas de sasafrás machacadas. Tanto la versión de carne como la de marisco también incluyen la “Santísima Trinidad” y se sirven como un guiso sobre arroz. Esto se desarrolló a partir del intento de los colonos franceses de cocinar una bullabesa con ingredientes del Nuevo Mundo. Empezando con aderezos aromáticos, los franceses usaban cebollas y apio a modo de un tradicional mirepoix, pero les faltaban zanahorias, así que las sustituyeron con pimientos verdes. Gombo es la palabra francesa criolla para la okra, el cual deriva del apócope de las palabras bantúes kilogombó o kigambó, o incluso guingambó o quinbombó. Gumbo se adaptó al inglés de la palabra gombo una vez el inglés se convirtió en la lengua dominante en Luisiana. En los dialectos franceses de Luisiana, la palabra “gombo” aún se refiere tanto a un guiso híbrido como a la verdura. El pueblo choctaw contribuyó con el filé; los españoles con los pimientos y tomates, y los caribeños con nuevas especias. Los franceses preferían el roux como espesante. En el siglo XIX los italianos añadieron el ajo. Tras su numerosa llegada, los inmigrantes alemanes dominaron las panaderías de Nueva Orleáns, incluyendo las que elaboraban el pan tradicional francés. Introdujeron así el pan con mantequilla para el acompañamiento del gumbo así como la ensalada de patata.
La jambalaya es el segundo plato más famoso de la cocina criolla de Luisiana. Esta se desarrolló entre las comunidades de europeos de Nueva Orleáns, combinando jamón con salchicha o longaniza, arroz y tomate como un tipo de variante de la paella española, aunque con ingredientes locales. El nombre de jambalaya proviene del occitano hablado en el sur de Francia con el significado de "masa mezclada", aunque también puede referirse a un tipo de arroz cocinado con pollo.
Actualmente, la jambalaya se elabora comúnmente con marisco (langostinos) o pollo, o una combinación de ambos. Muchas variantes contienen salchicha ahumada como sustituto del jamón. No obstante, la combinación de jamón y pollo se parecería más al original.
La jambalaya se prepara de dos modos: la "roja" y la "marrón". La "roja" es una variante a base de tomate originaria de Nueva Orleáns, New Iberia o St. Martin y generalmente utiliza langostino y caldo de pollo. La "marrón" se asocia a la cocina cajún y no incluye tomate.
Las alubias rojas con arroz es un plato de Luisiana de influencia caribeña, originario de Nueva Orleáns. Se hace a base de alubias rojas, cebolla, apio, pimiento y a menudo salchicha ahumada tipo andouille, cerdo encurtido o codillo de cerdo ahumado. Las alubias se sirven sobre arroz blanco. Es uno de los platos más famosos de Luisiana y se asocia su elaboración con la festividad de Washday Monday. Su preparación puede tomar un día entero a fuego lento mientras las mujeres de la casa se encargaban de hacer la colada familiar.

### Música

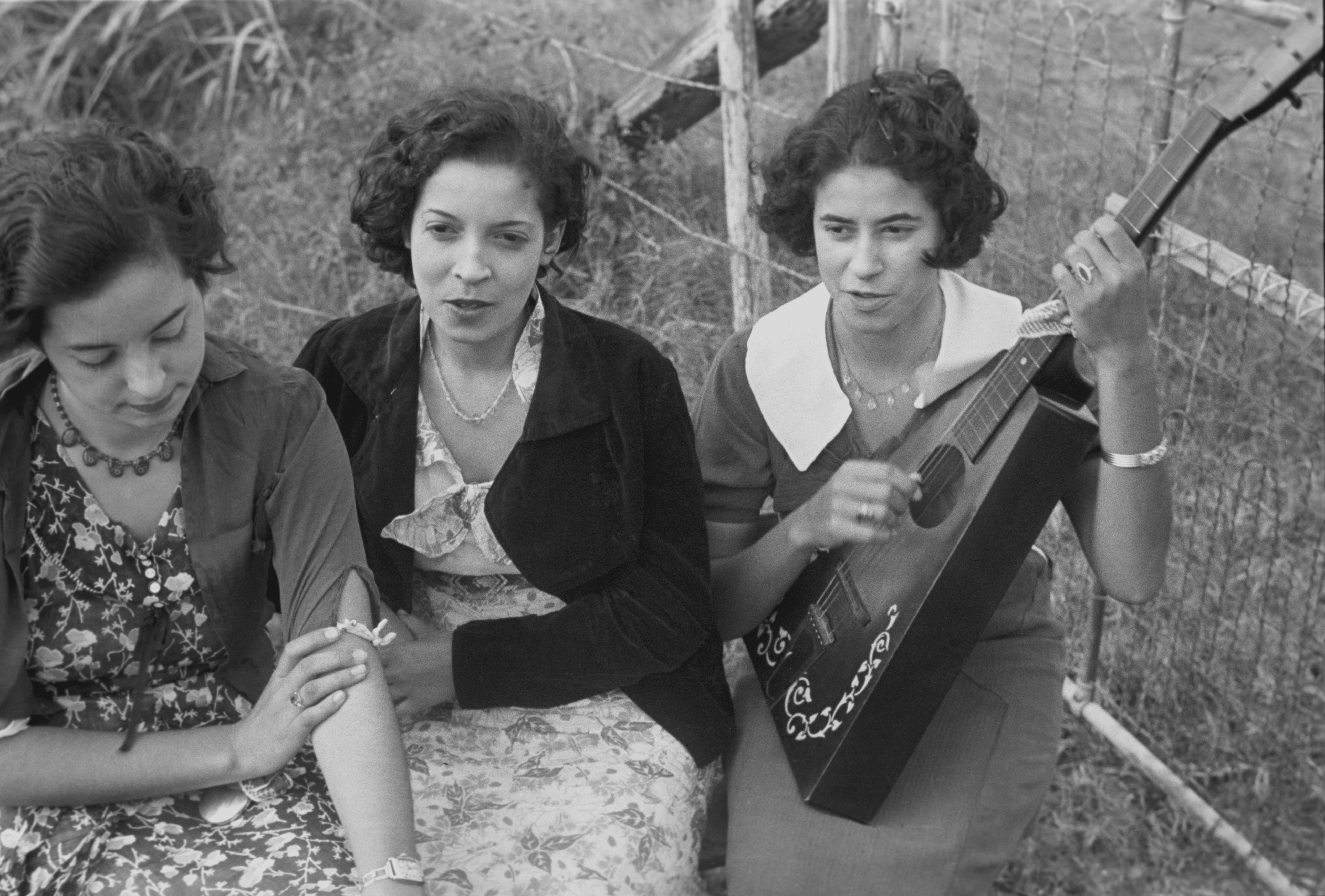
"Chicas criollas en la parroquia de Plaquemines, Luisiana" en 1935, por Ben Shahn

El zydeco (una transcripción al inglés de 'zaricô' ("vainas de judías") de la canción Les haricots sont pas salés) nació entre la comunidad de criollos negros de las praderas del suroeste de Luisiana en los años 20 del siglo XX. Se considera a menudo la música criolla de Luisiana. El zydeco, un derivado de la música cajún, al parecer tiene su origen en el là-là, un género musical ahora extinto, y del jurés del viejo sur del estado. Puesto que el francés de Luisiana y el criollo de Luisiana eran la lingua franca de las praderas del suroeste, el zydeco se cantaba en un principio únicamente en estas lenguas. Posteriormente, algunos criollos de Luisiana, como los hermanos Chénier, Andrus Espree (Beau Jocque), Rosie Lédet, entre otros, comenzaron a incorporar un sonido más blues y añadieron un elemento lingüístico nuevo: el inglés. Actualmente, los músicos de zydeco cantan tanto en inglés, como en criollo de Luisiana o francés colonial.
El zydeco contemporáneo a menudo incorpora una mezcla de swamp pop, blues y/o jazz, así como música cajún (originalmente llamada vieja música francesa de Luisiana). Un instrumento que es único del zydeco es un tipo de tabla de lavado llamado frottoir o tabla de escurrir. Esta consiste en un chaleco de aluminio corrugado el cual se toca por el músico con abridores de botella, chapas o cucharas frotando arriba y abajo del chaleco. Otro instrumento utilizado tanto en el zydeco como en la música cajún desde al menos el siglo XIX es el acordeón. Mientras que la música zydeco hace uso del piano o del acordeón de botones, la música cajún emplea el acordeón diatónico, conocido habitualmente como squeeze box. Los músicos cajunes también usan el violín y la guitarra acústica más frecuentemente que los de zydeco.
El zydeco puede tener sus orígenes en la música de los esclavos africanos del siglo XIX. Esta se representa en Slave Songs of the United States, publicada por primera vez en 1867. Las últimas siete canciones en dicho trabajo fueron impresas junto con la melodía y la letra en el idioma criollo de Luisiana. Estas y otras canciones se cantaban por los esclavos en las plantaciones, sobre todo en la parroquia de St. Charles y también cuando se congregaban los domingos en Congo Square, Nueva Orleáns.
Entre los criollos españoles se destacan las décimas canarias, los romances, las baladas y las canciones panhispánicas, algunas de las cuales datan de la Edad Media. Este folclore se trajo por parte de sus ancestros de las islas Canarias a Luisiana en el siglo XVIII. Asimismo se destaca su adaptación de la música del "isleño" a otros géneros fuera de la comunidad criolla hispana (sobre todo los corridos mexicanos).[5]

### Lengua

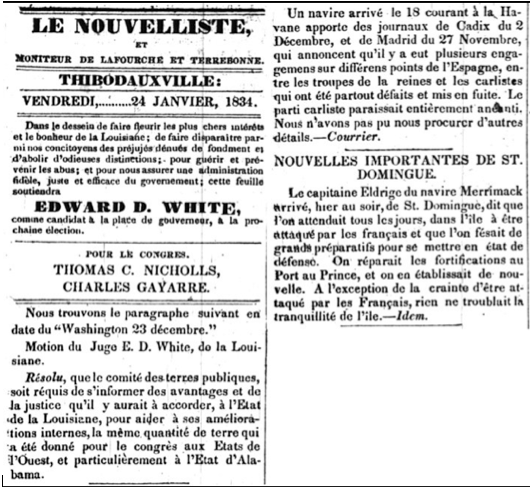
Recorte de un diario del siglo XIX de Thibodaux, Luisiana

El francés de Luisiana es la variedad regional del francés hablando en la Luisiana actual por individuos que actualmente se identifican etnorracialmente como criollos, cajunes o franceses, así como los que se hacen lo propio como españoles (de manera particular en New Iberia y Baton Rouge, donde los criollos son una mezcla de franceses y españoles y hablan francés[5]), afroamericanos, blancos, irlandeses o de otros orígenes. Los individuos y grupos de individuos, a través de la innovación, adaptación y contacto enriquecieron de forma continua el francés hablando en Luisiana, añadiéndole características lingüísticas que en ocasiones solo se encuentran en Luisiana.[24][25][26][27][28]
La web del Departamento de Francés e Italiano de la Universidad Tulane declara, de forma clara que "en Luisiana, el francés no es una lengua extranjera".[29] Datos de los censos decenales de EE.UU. indican que aproximadamente 250 000 personas en Luisiana afirman hablar francés en casa.[30]
El criollo de Luisiana (kréyol la lwizyàn) es una lengua criolla[31] derivada del francés hablado por los criollos de Luisiana y en ocasiones por los cajunes y residentes anglosajones del estado de Luisiana. Dicha lengua se compone de elementos del francés, español, lenguas africanas y raíces de origen indígena.
Entre los dieciocho gobernadores que hubo en Luisiana entre 1803 y 1865, seis eran criollos franceses y hablaban francés: Jacques Villeré, Pierre Derbigny, Armand Beauvais, Jacques Dupré, André B. Roman y Alexandre Mouton.
Según el historiador Paul Lachance, "la suma de los inmigrantes blancos a la población blanca criolla permitió que los hablantes de francés permanecieran como mayoría entre la población blanca de Nueva Orleáns hasta casi 1830. Si una proporción sustancial de los criollos de color y esclavos no hubieran hablado francés a pesar de todo, la comunidad gálica se hubiera convertido en una minoría en el conjunto de la población para 1820".[32] A mediados del siglo XIX, los francófonos blancos continuaron siendo una comunidad intacta y viva; la instrucción en francés se mantenía en dos de los cuatro distritos escolares.[33] En 1862, el general de la Unión Ben Butler abolió el francés de la instrucción en las escuelas de Nueva Orleáns, a la que siguieron otras medidas estatales en 1864 y 1868 que reforzaron dicha política.[34] Sin embargo, aún en 1902 "un cuarto de la población de la ciudad hablaba francés en el trato común, mientras que dos cuartos era capaz de entender el idioma perfectamente"[35] y, todavía en 1945, uno podía encontrar a ancianas criollas que no hablaban inglés.[36] El último gran diario en francés en Nueva Orleans fue L'Abeille de la Nouvelle-Orléans, cuya última publicación se produjo el 27 de diciembre de 1923 tras 90 años de actividad.[37] Según otras fuentes, el diario Le Courrier de la Nouvelle-Orléans continuó hasta 1955.[38]
En la actualidad, es generalmente en zonas rurales donde existe gente que continúa hablando francés o criollo de Luisiana. También, durante los años 40 y 50 del siglo XX muchos criollos abandonaron Luisiana para encontrar trabajo en Texas, en su mayor parte en Houston y en la parte oriental de dicho estado. La lengua y la música se hablaba de forma extendida allí; el distrito 5 de Houston se llamaba originalmente Frenchtown (ciudad francesa) debido a ello. Había además clubs de zydeco que abrieron sus puertas en Houston, como el afamado Silver Slipper, regentado por un criollo llamado Alfred Cormier y en el que actuaba gente similar a Clifton Chenier y Boozoo Chavis.
Por otro lado, el uso del español ha decaído de forma marcada con los años entre los criollos españoles. Con todo, en la primera mitad del siglo XX buena parte de la población de Saint Bernard y Galveston hablaba la variante canaria del español que se hablaba en el siglo XVIII, pues sus ancestros provenían del archipiélago, pero el gobierno de Luisiana impuso el uso del inglés en dichas comunidades, sobre todo en las escuelas donde si un profesor escuchaba a niños hablar español, este les sancionaba y les castigaba. Ahora, solo unos pocos mayores de 80 años pueden hablar español en estas comunidades. La mayor parte de los jóvenes de Saint Bernard ya solo hablan inglés.[5]

### ElMardi Grasde Nueva Orleáns

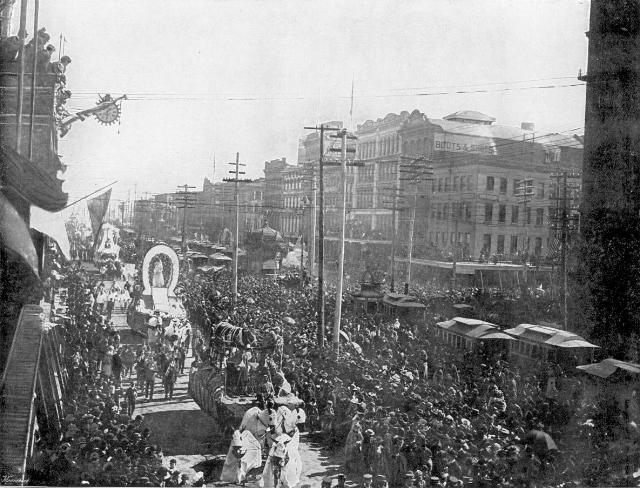
El Mardi Gras en Nueva Orleans a comienzos de la década de 1890

El Mardi Gras (en francés, "martes gordo") de Nueva Orleáns, es un carnaval famoso en todo el mundo con orígenes en la época colonial francesa.
La temporada de carnavales de Nueva Orleans, con raíces en la preparación para el inicio de la época de Cuaresma cristiana, empieza después de la 12ª noche, el día de la Epifanía del Señor del 6 de enero. Se trata de una época de desfiles, bailes (algunos de máscaras) y fiestas donde se elabora el king cake, un bollo algo similar al roscón de reyes español. El Mardi Gras ha sido tradicionalmente parte de la temporada social de invierno; durante un tiempo salir de fiesta para las mujeres en los bailes de novatas se cronometraba.
Las celebraciones se concentran durante cerca de dos semanas antes y durante el "Martes Gordo", esto es, el día anterior al Miércoles de Ceniza. Habitualmente, hay un gran desfile diario (si el tiempo lo permite); en un solo día se pueden organizar varios grandes desfiles. Los desfiles más grandes y elaborados tienen lugar los últimos cinco días de le temporada. En la semana final del carnaval, muchos grandes y pequeños eventos se realizan por todo Nueva Orleáns y en las comunidades de alrededor.
Los desfiles en Nueva Orleáns están organizados en las llamadas "krewes" (del inglés crew, "cuadrilla"). Los tripulantes de las flotas de las krewes realizan "lanzamientos" hacia las multitudes; el "lanzamiento" más común es el de collares de cuentas de colores, dobloons (monedas del tamaño de 1 $ de aluminio o madera con el logo de una krewe grabado), vasos de plástico para los "lanzamientos" decorados y pequeños juguetes baratos. Las krewes principales siguen el mismo programa ruta cada año.
Mientras que muchos turistas centran sus actividades de Mardi Gras en la calle Bourbon Street o el Barrio Francés, ninguno de los desfiles principales del Mardi Gras ha entrado al Barrio Francés desde 1972 debido a la estrechez de las calles y algunas obstrucciones por encima de las carrozas. En su lugar, los desfiles principales comienzan su itinerario en los distritos centrales y del norte siguiendo una ruta a lo largo de la avenida St. Charles y la calle Canal Street, río arriba del Barrio Francés.
Para los habitantes de Nueva Orleáns, el Mardi Gras se refiere de forma específica al martes antes de la Cuaresma, en el apogeo de la celebración. El término también se puede usar de manera menos específica a toda la temporada de carnaval como la "temporada de Mardi Gras". Los términos "Fat Tuesday" o "Mardi Gras Day" también se refieren solamente a este día concreto.

## Sitios criollos

### Criollos del río Cane
Mientras que la sofisticada sociedad criolla de Nueva Orleáns ha recibido la mayor parte de la atención a lo largo de la historia, la zona del río Cane se desarrolló con su propia cultura criolla. La comunidad criolla del río Cane, junto con la del río Rojo se compone de descendientes multirraciales de franceses, españoles, africanos, amerindios, otros criollos de varias razas de Nueva Orleáns y otros grupos que habitaron la región en los siglos XVIII y XIX. La comunidad se ubica en y en torno a la isla Brevelle en la parroquia de Natchitoches en Luisiana. Existen muchas comunidades criollas dentro de dicha parroquia, como Natchitoches, Cloutierville, Derry, Gorum y Natchez. Muchas de las plantaciones históricas aún existen.[39] Algunas de ellas han sido declaradas Lugares de Interés Histórico Nacionales, y se destacan dentro del Área Patrimonial del río Cane, así como del Parque Nacional e Histórico Criollo del río Cane. Algunas plantaciones son sitios dentro de la Ruta del Patrimonio Afroamericano de Luisiana.
La isla Brevelle, o lo que es lo mismo, el área de tierra firme entre el río Cane y el bayou de Bravelle, comprende unos 73 km², de los cuales la mayor parte son propietarios descendientes de las familias criollas originarias. En el río Cane, así como en Avoyelles y St. Landry hay familias con algunos de los siguientes apellidos: Antee, Anty, Arceneaux, Arnaud, Balthazar, Barré, Bayonne, Beaudoin, Bellow, Bernard, Biagas, Bossier, Boyer, Brossette, Buard, Byone, Carrière, Cassine, Catalon, Chevalier, Christophe, Cloutier, Colson, Colston, Conde, Conant, Coutée, Cyriak, Cyriaque, Damas, DeBòis, DeCuir, Deculus, Delphin, De Sadier, De Soto, Dubreil, Dunn, Dupré, Esprit, Fredieu, Fuselier, Gallien, Goudeau, Gravés, Guillory, Hebert, Honoré, Hughes, LaCaze, LaCour, Lambré, Landry, Laurent, LéBon, Lefìls, Lemelle, LeRoux, Le Vasseur, Llorens, Mathés, Mathis, Métoyer, Mezière, Monette, Moran, Mullone, Pantallion, Papillion, Porche, PrudHomme, Rachal, Ray, Reynaud, Roque, Sarpy, Sers, Severin, Simien, St. Romain, St. Ville, Sylvie, Sylvan, Tyler, Vachon, Vallot, Vercher y Versher (algunos de estos apellidos son de origen español).[39]

### Criollos de Pointe Coupée
Otra área histórica de Luisiana es Pointe Coupée, un área al noroeste de Baton Rouge. Esta zona se conoce como el False River ("río falso"); el municipio de New Roads constituye su cabeza de partido judicial y pueblos como Morganza se ubican fuera del río. Esta parroquia es conocida por ser única en su cultura criolla; actualmente una gran parte de los casi 22 000 residentes tiene orígenes criollos. La zona destacó por sus numerosas plantaciones y su vida cultural durante los períodos francés, español y estadounidense.
La población aquí llegó a ser bilingüe o incluso trilingüe en francés, criollo de Luisiana e inglés debido a sus negocios de plantaciones anteriores a otras en el estado. La lengua criolla de Luisiana se asocia ampliamente con esta parroquia; los dueños locales de plantaciones del lugar de origen francés o criollo y sus esclavos africanos hicieron del criollo de Luisiana una lengua de comunicación, convirtiéndose en el idioma principal de muchos residentes de Pointe Coupée hasta bien entrado el siglo XX. Las poblaciones locales de blancos y negros, así como aquellos de varios orígenes mezclados hablaban la lengua, debido a su importancia en la región; los inmigrantes italianos del siglo XIX a menudo adoptaban el criollo también como su lengua.[40]
Algunos apellidos criollos comunes de la región: Aguillard, Amant, Bergeron, Bonaventure, Boudreaux, Carmouche, Chenevert, Christophe, Decuir, Domingue, Duperon, Eloi, Elloie, Ellois, Fabre, François, Gaines, Gremillion, Guerin, Jarreau, Joseph, Morel, Olinde, Porche, Pourciau, St. Patin, St. Romain, Tounoir, Valéry y varios más.[41]
Brian J. Costello, un criollo de undécima generación de la parroquia de Pointe Coupée, es el primer historiador, autor y archivista sobre la lengua, vida social y cultura material de la población criolla del lugar. Muchos de sus 19 de libros de autoría propia, 6 de ellos como coautor y numerosos artículos así como su participación en documentales desde el año 1987 han tratado estos temas. Durante su infancia en Luisiana se sumergió en el dialecto criollo, así como a través de relaciones interfamiliares y comunitarias, y es por tanto uno de los hablantes más fluidos, y posiblemente últimos, del criollo de Luisiana.

### Criollos de Avoyelles
La parroquia de Avoyelles posee una rica historia de origen criollo. Marksville posee una parte importante de su población de ascendencia franco-criolla y nativa americana. Las lenguas que se hablan en Luisiana son el francés y el inglés. Esta parroquia fue fundada en 1750. La comunidad criolla de Avoyelles está muy viva y posee una mezcla única de familia, comida y cultura criolla. Los apellidos criollos de esta zona son: Auzenne, Barbin, Beaudoin, Biagas, Bordelon, Boutte, Broussard, Carriere, Chargois, DeBellevue, DeCuir, Deshotels, Dufour, DuCote, Esprit, Fontenot, Fuselier, Gaspard, Gauthier, Goudeau, Gremillion, Guillory, Lamartiniere, Lemelle, Lemoine, LeRoux, Mayeux, Mouton, Moten, Muellon, Normand, Perrie, Rabalais, Ravarre, Saucier, Sylvan y Tyler.[42] Un día del legado francés se lleva celebrando desde el día de la Bastilla de 2012.

### Criollos de la parroquia de Evangeline
La parroquia de Evangeline se formó al noroeste de la de St. Landry en 1910, y es por tanto una antigua parte del territorio de Poste des Opelousas. Buena parte de la población de la zona son el resultado directo de influjos de habitantes de origen criollo norteamericano y métis canadienses del año 1763, a raíz del resultado de las Guerras Indias, por lo que se cedía a los británicos. La mayoría de estos criollos franceses y métis eligieron abandonar sus antiguos hogares escogiendo ir al único asentamiento "francés" exento en el área de la baja Luisiana: el "Territorio de Orleáns", o lo que es lo mismo, el actual estado de Luisiana.
Estas familias criollas y mestzas (métis) generalmente no permanecían en Nueva Orleáns y optaban por asentarse en las parroquias criollas del noroeste a mayor altitud. Esta área se extiende hasta Pointe Coupée, St. Landry, Avoyelles y Evangeline. Junto a ellos, llegaron esclavos africanos de las Indias Occidentales (caribeños).
Todavía más tarde en el tiempo, criollos haitianos (de Saint-Domingue), soldados napoleónicos y familias francesas del siglo XIX también se asentaron en esta región. Uno de los ayudantes de mayor de Napoleón Bonaparte es considerado como el fundador de Ville Platte, la sede de la parroquia de Evangeline. El general Joseph Louis Garrigues de Flaugeac y sus compañeros del ejército napoleónico, Benoit DeBaillon, Louis Van Hille y descendientes de Wartelle también se instalaron en la parroquia de St. Landry y se convirtieron en figuras importantes de la esfera pública, cívica y política. Fueron descubiertos en un dique con uniformes desharrapados por un rico dueño de una plantación, Grand Louis Fontenot, un descendiente de uno de los oficiales del gobernador Jean-Baptiste LeMoyne, señor de Bienville, procedente de Fort Toulouse, en la actual Alabama.[43]
Muchos apellidos de origen francés, germano-suizo, austríacos y españoles criollos aún son prominentes en la parroquia de Evangeline. Algunos apellidos irlandeses e italianos más tardíos también aparecen. Apellidos como, Ardoin, Aguillard, Mouton, Bordelon, Brignac, Brunet, Buller (Buhler), Catoire, Chapman, Coreil, Darbonne, DeBaillion, DeVille, DeVilliers, Duos, Dupré, Estillette, Fontenot, Guillory, Gradney, LaFleur, Landreneau, LaTour, LeBas, LeBleu, LeRoux, Milano-Hebert, Molinero, Morein, Moreau, Moten, Mounier, Ortego, Perrodin, Pierotti, Pitre, Rozas, Saucier, Schexnayder, Sebastien, Sittig, Soileau, Vidrine, Vizinat, y muchos más son reminiscencias de los últimos períodos coloniales francés, español y estadounidense en la historia de la región.[44]
Hacia 2013, la parroquia fue una vez más reconocida por la sesión regular de marzo de 2013 de la legislatura de Luisiana como parte de las parroquias criollas, con un pasaje de SR No.30. Otras parroquias también reconocidas incluyen a: Avoyelles, St. Landry y Pointe Coupée. La parroquia Natchitoches también se organiza como "criolla".
El senador francófono de la parroquia de Evangeline Eric LaFleur, promocionó el SR No. 30 escrito por el erudito, educador y escritor franco-criollo John laFleur II. El nombre de la parroquia, Evangeline, es un reflejo del afecto que el fundador de la misma, Paulin Fontenot, tenía por el famoso poema de Henry Wadsworth del mismo nombre, y no como indicativo del origen étnico de la parroquia. La adopción del cajún por parte de los residentes de esta refleja tanto el comercio popular como los condicionantes mediáticos, ya que la región noroeste del triángulo francófono nunca fue parte del asentamiento acadiano durante el período español.[45]
La comunidad actualmente es sede del "Festival honorífico y patrimonial del Día de la Bastilla de las familias criollas", celebración en la que se congregan criollos franceses multiétnicos, con misas católicas y un brindis con champán en el Día de la Bastilla entre aquellos que han conservado y promovido el legado franco-criollo y sus tradiciones. Escritores de Luisiana, comida criolla y eventos culturales con charlas de expertos e información histórica, junto con divertimentos para familias con libre admisión y puestos de comida también son una seña de identidad de este interesante festival que une a todos los criollos franceses que comparten este patrimonio y cultura comunes.

### Criollos de St. Landry
La parroquia de St. Landry posee una población significativa de criollos, sobre todo en las áreas de Opelousas y sus alrededores. Las tradiciones y el patrimonio criollo prevalecen en Opelousas, Port Barre, Lawtell, Eunice, Sowrds, Mallet, Frilot, Cove, Plaisance, Pitreville y muchos otros pueblos, ciudades y comunidades. La Iglesia Católica y la lengua francesa o criolla predominan en su rica cultura. Músicos de zydeco acogen festivales durante todo el año. Algunos apellidos criollos incluyen: Antoine, Arceneaux, Ardoin, Aubespin, Auzenne, Barnabe, Birotte, Bossier, Breaux, Bushnell, Carrier(e), Caesar (Ceaser), Cezar, Chachere, Chargois, Charlot, Chavis, Chenier, Chevalier, Chretien, Coutee, Craven, Cravins, Darbonne, Darjean, Declouette, Deculus, Delafosse, Dupre, Durousseau, Esprit, Fontenot, Frank, Frilot, Frugé, Fuselier, Gallow, Gobert, Gradney, Gradnigo, Guilbeaux, Guillory, Hollier, Jardoin, Jolivette, Jolivet, LaChapelle, LaFleur, LaStrapes, Lavergne, Lavigne, Lazard, Leblanc, LeBon, Lecompte, Ledet, Lemelle, Lemon(d), LeRoux, Vidrine, Moten, Moton, Mouton, Pain, Papillion, Poullard, Piert, Rene, Rideau, Richard, Rosignon (Rousillion), Simien, Soileau, Sonnier, St. Mary, Thierry, Valmont, Vallair y Villere.